# Johann Friedrich Gotthard Krause
Johann Friedrich Gotthard Krause (* 1. Januar 1747 in Hohndorf, Herzogtum Sachsen-Gotha-Altenburg; † 17. Februar 1825 in Nobitz, Herzogtum Sachsen-Gotha-Altenburg) war ein lutherischer Pfarrer und Kirchenliedersammler.

## Leben
Johann Friedrich Gotthard Krause besuchte das Lyzeum in Eisenberg. Ab 1767 studierte er Evangelische Theologie in Jena, danach war er als Hauslehrer  tätig. 1773 wurde Krause Lehrer an der Stadtschule in Eisenberg und 1791 Pfarrer der dortigen Schlosskirche. Von 1795 bis in sein Todesjahr war er Pfarrer in Nobitz.

## Publikationen
- Andachtsbuch für Kinder, zum Gebrauch in Schulen und bei dem Privatunterrichte aus neuern bisher gehörigen Schriften gesammlet, Leipzig, Eisenberg 1790
- Sammlung neuer geistlicher Lieder und Gesänge, aus den besten Liedersammlungen und andern Erbauungsschriften herausgezogen, [Neudruck 2017]
- Manuscript Dresdensis Nr 1 bis 10: Johann Friedrich Gotthard Krause, der Vater des Gottinnigkeitlehrers Karl Christian Friedrich Krause, hrsg. v. Kurt Riedel, Dresden 1950

## Familie
Johann Friedrich Gotthard Krause war mit Christiane Friederike Böhme verheiratet. Kinder waren
- Johanna Sophie Ernestine Krause
- Karl Christian Friedrich Krause (1781/1832), Philosoph und Begründer des Panentheismus.